# Paula Marshall
Paula Marshall (Rockville, 12 giugno 1964) è un'attrice statunitense.

## Carriera
Negli anni 90 è nel cast principale della breve sitcom Wild Oats, accanto a Paul Rudd e Tim Conlon.
È nota principalmente per il ruolo di Allison Brooks, co-protagonista della sitcom Provaci ancora Gary. Inoltre è stata fra i protagonisti di Out of Practice - Medici senza speranza.
Dal 2021 interpreta Gale Davidson nella serie televisiva Walker.

## Vita privata
È sposata con l'attore Danny Nucci dal 2003. Suo fratello è il politico Bob Marshall.

## Filmografia

### Televisione
- Flash - serie TV, episodio 1 (1991)
- Blue Jeans - serie TV, 3 episodi (1992-1993)
- Seinfeld - serie TV, episodio 4x17 (1993)
- Nash Bridges - serie TV, 2 episodi (1996)
- Spin City - serie TV, 7 episodi (1997-1998)
- Chicago Sons - serie TV, 13 episodi (1997)
- Cupid - serie TV, 15 episodi (1998-1999)
- Spie (Snoops) - serie TV, 11 episodi (1999)
- Cursed - serie TV, 9 episodi (2000-2001)
- Hidden Hills - serie TV, 18 episodi (2002-2003)
- Veronica Mars - serie TV, 4 episodi (2004-2006)
- Out of Practice - Medici senza speranza (Out of Practice) - serie TV, 21 episodi (2005-2006)
- Nip/Tuck - serie TV, 7 episodi (2007-2008)
- Provaci ancora Gary (Gary Unmarried) - serie TV, 37 episodi (2008-2010)
- Dr. House - Medical Division - serie TV, 3 episodi (2011)
- CSI - Scena del crimine (CSI: Crime Scene Investigation) - serie TV, episodio 12x21 (2012)
- Due uomini e mezzo (Two and a Half Men) - serie TV, 2 episodi (2013)
- The Mentalist - serie TV, episodio 6x02 (2013)
- Gortimer Gibbon - La vita a Normal Street (Gortimer Gibbon) - serie TV, 9 episodi (2014-2015)
- Murder in the First - serie TV, 5 episodi (2014)
- Major Crimes - serie TV, episodio 3x16 (2014)
- Law & Order - Unità vittime speciali (Law & Order: Special Victims Unit) - serie TV, episodio 18x03 (2016)
- 9-1-1 - serie TV, 7 episodi (2019-2025)
- Euphoria - serie TV, 9 episodi (2019-2022)
- Modern Family - serie TV, episodio 11x11 (2020)
- Walker - serie TV, 10 episodi (2021-2022)
- Chicago Med - serie TV, episodio 9x02 (2024)

## Doppiatori italiani
Nelle versioni in italiano delle opere in cui ha recitato, Paula Marshall è stata doppiata da:
- Sabrina Duranti in Veronica Mars, Nip/Tuck, Major Crimes
- Alessandra Cassioli in CSI: Scena del crimine, The Mentalist
- Loredana Nicosia in Flash
- Maddalena Vadacca in Spie
- Daniela Calò in Out of Practice - Medici senza speranza
- Alessandra Korompay in Provaci ancora Gary
- Giò Giò Rapattoni in Dr. House - Medical Division
- Laura Lenghi in Gortimer Gibbon - La vita a Normal Street
- Paola Majano in Law & Order: Unità vittime speciali
- Angela Brusa in 9-1-1 (ep. 2x18)
- Beatrice Margiotti in 9-1-1 (ep. 3x15, 7x10, st. 8)
- Laura Cosenza in 9-1-1 (ep. 5x17)
- Valeria Perilli in Walker
- Roberta Greganti in Chicago Med